# Саяпов, Искандар Агзамович
Саяпов Искандар Агзамович (15 сентября 1934, Чишма-Бураево, Башкирская АССР — 8 июля 2008, Уфа) — сценограф, живописец. Заслуженный художник РБ (1994). Член Союза художников СССР с 1980 года. Главный художник Туймазинского татарского государственного драматического театра (1985—1997).

## Биография
Саяпов Искандар Агзамович родился 15 сентября 1934 года д. Чишма-Бураево Бураевского района БАССР.
В 1978 году окончил Уфимский государственный институт искусств.
Главный художник Туймазинского татарского государственного драматического театра, Саяпов Искандар Агзамович проработал в театре с 1985 по 1997 год. В последние годы жил и работал в г. Уфе.
Умер 8 июля 2008 года в г. Уфе.
Картины, сценические работы художника хранятся в БГХМ им. М. В. Нестерова в Уфе.

## Выставки
Саяпов Искандар Агзамович — участник художественных выставок с 1960 года.

## Награды и звания
Заслуженный художник РБ (1994).